# Rio Abade
O Rio Abade é um curso de água do arquipélago de São Tomé e Príncipe, localizado na ilha de São Tomé, nasce na província Mé-Zóchi, nas imediações do Pico Ana Chaves e corre para Este, indo desaguar entre a Praia do Amador e a Praia do Rei próximo ao ilhéu Santana.